# Saint-Jean-d'Heurs
Saint-Jean-d'Heurs is een gemeente in het Franse departement Puy-de-Dôme (regio Auvergne-Rhône-Alpes) en telt 508 inwoners (1999). De plaats maakt deel uit van het arrondissement Thiers.

## Geografie
De oppervlakte van Saint-Jean-d'Heurs bedraagt 11,2 km², de bevolkingsdichtheid is 45,4 inwoners per km².
De onderstaande kaart toont de ligging van Saint-Jean-d'Heurs met de belangrijkste infrastructuur en aangrenzende gemeenten.

## Demografie
Onderstaande figuur toont het verloop van het inwonertal (bron: INSEE-tellingen).